# Fucino

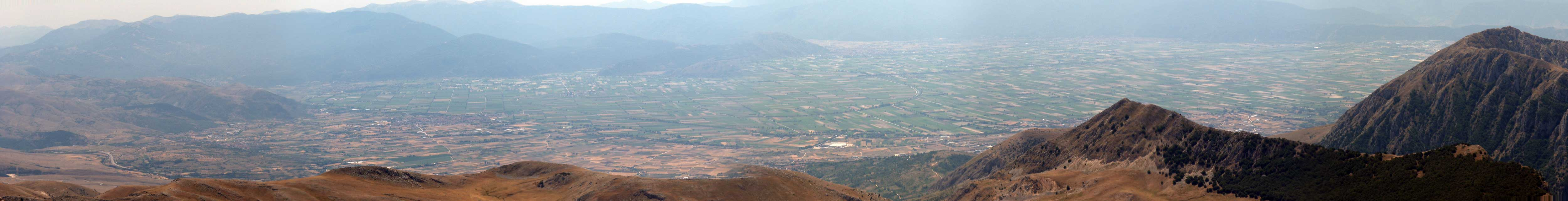
Fucinos sjöbotten, sedd från Monte Sirente

Fucino-sjön (italienska: lago Fucino alternativt lago di Celano, latin Fucinus Lacus ) var en stor sjö på 661 meters höjd i mellersta Italien mellan Avezzano i nordväst, Ortucchio i sydöst och Trasacco i sydväst, i nuvarande provinsen L'Aquila. Sjön utdikades 1875.
På romarnas tid grundades städer, bland annat Marruvium, vid Lago Fucinos stränder. Det var också här som slaget vid Fucinosjön stod 89 f.Kr. Sjön var både en tillgång och ett problem: den förde med sig gödande jord och var rik på fisk, men den förde också med sig malaria och eftersom den saknade utlopp förorsakade den översvämningar. 
Kejsar Claudius försökte bygga en 5,6 kilometer lång tunnel genom Monte Salviano. Det tog 11 år och 30.000 (!) arbetare inblandade i projektet men det är osäkert vilket resultatet blev; klart är att sjöns areal minskade, från 140 km² till 90 km². Byggandet av kanalen firades genom att man anordnade en naumachia, ett rekonstruerat sjöslag, på sjön år 52 e.kr. Hadrianus expanderade och fördjupade kanalen och reducerade därmed sjöns storlek till 57 km². Den dräneringskanal som byggdes på 1800-talet förstörde det mesta av lämningarna av den antika kanalen.
När romarriket föll slutade man underhålla kanalen så att sediment och växtlighet kom att blockera kanalen och en jordbävning (kanske år 580) orsakade ytterligare skador på den. Någon gång mellan fyrahundratalet och slutet på femhundratalet tycks sjön ha återgått till sin normala storlek på 140 km². Försök på 1200-talet och 1400-talet att åter dränera sjön misslyckades. På 1500-talet nämner Nostradamus Fucino-sjön i sina profetior, Les Propheties. 
På 1800-talet fick den schweiziske ingenjören Franz Mayor de Montricher i uppdrag av Alessandro Torlonia att dränera sjön. Bygget av en kanal som var 6,3 km lång och 21 meter bred påbörjades 1862, och 13 år senare var sjön helt tömd. Sjöns gamla sjöbotten är en av Italiens bördigaste jordar och floden Gariglianos källa.